# Harpacticella oceanica
Harpacticella oceanica is een eenoogkreeftjessoort uit de familie van de Harpacticidae. De wetenschappelijke naam van de soort is voor het eerst geldig gepubliceerd in 1977 door ItôTat.